# أودري تانغ
أودري تانغ (من مواليد 18 أبريل 1981؛ كانت تعرف سابقا باسم تانغ) هي مبرمجة البرمجيات الحرة، التي وصفت بأنها واحدة من «العشرة العظماء التيوانيين بالحوسبة».

## السيرة الذاتية
أظهرت تانغ اهتماما مبكرا بالحاسوب وفي عمر 12 سنة بدأتت تعلم لغة برل Perl وبعدها بسنتين تم طردها من الثانوية لأنها لم تكن قادرة على التكيف مع الحياة الطلابية ولكن مع بداية عام 2000 وبعمر 19 كانت قد شغلت مناصب في شركات البرمجة وعملت كمنظم \مقاول في سيليكون فالي في كاليفورنيا.
في اواخر 2005، بدأت تانغ بعيش حياتها كمرأه، بتغيير اسميها الإنجليزية والصينية من اسم مذكر لاسم مؤنث نقلاً عن حاجتها للتوفيق بين المظهر الخارجي لها والصورة الذاتية لها.
أصدر التلفاز التايواني الشرقي تقريراً بانها حصلت على 180 في امتحان الذكاء IQ، وهي مدافعة قوية عن التعليم الذاتي والتحررية الفردية

## المساهمات البرمجية الحرة
اكتسبت «تانغ» شهرتها من كونها بدأت وقادت مشروع الـ «باغز», الذي كان عبارة عن جهد مشترك من مجتمعي «هاسكل» و «بيرل» من أجل تنفيذ لغة «بيرل 6»
و قد ساهمت أيضاً في تدويل وتوطين الجهود من أجل بعض برامج البرمجيات الحرة، متضمنةً نظم الـ SVK ,
طالبت «تراكر» (بعد أن كتبت قسم كبير من الشيفرة) و «سلاش» بإضافة الترجمة الصينية التقليدية إلى رئاسة وبذل الجهود من أجل العديد من كتب المصادر ذات الصلة بالموضوع.
على [cpan http://www.cpan.org]
(Comprehensive Perl Archive Network) شبكة بيرل للارشيف الشامل، بدأت تانغ أكثر من 100 مشروع بير في الفترة ما بين يونيو 2001 ويوليو 2006
بما في ذلك أدوات بيرل للارشيف الشامل (PAR) أداة التعبئة والتغليف والنشر عبر عبر الأنظمة الأساسية وهي أيضا مسؤولة عن إعداد اختبار الدخان ونظم التوقيع الرقمي لCPAN.
في أكتوبر 2005، كانت أحد المتحدثين في وسائل الإعلام الأوروبية أورايلي اتفاقية المصدر المفتوح في أمستردام.